# Skilanglauf-Europameisterschaft 2014
Die 4. Offene U18-Skilanglauf-Europameisterschaft 2014 wurde vom 13. bis 15. Dezember 2013 zum dritten Mal hintereinander im österreichischen St. Ulrich am Pillersee ausgetragen. Die Veranstaltung fand im Rahmen des Skilanglauf-Alpencups statt.

## Zeitplan
Der Zeitplan der Europameisterschaft:
| Datum             | Uhrzeit | Frauen      | Männer      |
| ----------------- | ------- | ----------- | ----------- |
| Fr., 13. Dezember | 09:00   | Sprint      | Sprint      |
| Sa., 14. Dezember | 10:00   | Einzel      | Einzel      |
| So., 15. Dezember | 09:30   | Massenstart | Massenstart |

## Teilnehmer
| Europa (18 Länder) | Europa (18 Länder)                                                                                                 |
| --- | --- |
| - Armenien - Belgien - Bosnien und Herzegowina - Bulgarien - Griechenland - Frankreich - Italien - Litauen - Nordmazedonien | - Österreich - Rumänien - Schweiz - Serbien - Slowakei - Slowenien - Tschechien - Belarus - Vereinigtes Königreich |

## Medaillenspiegel

### Nationen
| Platz | Land       | Gold | Silber | Bronze | Gesamt |
| ----- | ---------- | ---- | ------ | ------ | ------ |
| 1     | Schweiz    | 4    | 4      | 4      | 12     |
| 2     | Italien    | 1    | 0      | 0      | 1      |
| 3     | Tschechien | 1    | 1      | 1      | 3      |
| 4     | Österreich | 0    | 1      | 1      | 2      |

### Sportler
| Platz | Sportler(in)     | Land | Gold | Silber | Bronze | Gesamt |
| ----- | ---------------- | ---- | ---- | ------ | ------ | ------ |
| 1     | Alina Meier      | SUI  | 2    | 0      | 1      | 3      |
| 2     | Lydia Hiernickel | SUI  | 1    | 2      | 0      | 3      |
| 3     | Michal Novák     | CZE  | 1    | 1      | 0      | 2      |
| 4     | Beda Klee        | SUI  | 1    | 0      | 1      | 2      |
| 5     | Mikael Abram     | ITA  | 1    | 0      | 0      | 1      |
| 6     | Stefanie Arnold  | SUI  | 0    | 1      | 1      | 2      |
| 7     | Markus Mrkonjic  | AUT  | 0    | 1      | 0      | 1      |
|       | Dajan Danuser    | SUI  | 0    | 1      | 0      | 1      |
| 9     | Jasmin Berchtold | AUT  | 0    | 0      | 1      | 1      |
|       | Marino Capelli   | SUI  | 0    | 0      | 1      | 1      |
|       | Petr Pilz        | CZE  | 0    | 0      | 1      | 1      |

## Ergebnisse Frauen

### Sprint
| Platz | Sportlerin          | Land |
| ----- | ------------------- | ---- |
| 01    | Alina Meier         | SUI  |
| 02    | Lydia Hiernickel    | SUI  |
| 03    | Stefanie Arnold     | SUI  |
| 04    | Julia Pfennich      | AUT  |
| 05    | Tjasa Trampus       | SLO  |
| 06    | Simone Kupfner      | AUT  |
| 07    | Kristina Oberthaler | AUT  |
| 08    | Julia Weiss         | AUT  |
| 09    | Barbara Walchhofer  | AUT  |
| 10    | Sabine Erharter     | AUT  |

### Einzel (5 km)
| Platz | Sportlerin            | Land | Zeit        |
| ----- | --------------------- | ---- | ----------- |
| 01    | Lydia Hiernickel      | SUI  | 13:36,7 min |
| 02    | Stefanie Arnold       | SUI  | 13:57,4 min |
| 03    | Alina Meier           | SUI  | 13:59,9 min |
| 04    | Julia Pfennich        | AUT  | 14:09,5 min |
| 05    | Anna Sixtová          | CZE  | 14:23,8 min |
|       | Jasmin Berchtold      | AUT  | 14:23,8 min |
| 07    | Jogscha Abderhalden   | SUI  | 14:30,6 min |
| 08    | Nina Zavbi Kunaver    | SLO  | 14:54,8 min |
| 09    | Natalie Grabmullerova | CZE  | 15:00,6 min |
| 10    | Nina Klemenčič        | SLO  | 15:26,2 min |

Von 40 gemeldeten Läuferinnen kamen 38 in die Wertung.
- Nicht im Ziel (1):

Vahida Garibovic (SRB)
- Disqualifiziert (1):

Hrisina Miteva (BUL)

### Massenstart (7,5 km)
| Platz | Sportlerin          | Land | Zeit        |
| ----- | ------------------- | ---- | ----------- |
| 01    | Alina Meier         | SUI  | 25:00,9 min |
| 02    | Lydia Hiernickel    | SUI  | 25:13,2 min |
| 03    | Jasmin Berchtold    | AUT  | 25:19,4 min |
| 04    | Julia Pfennich      | AUT  | 25:21,4 min |
| 05    | Jogscha Abderhalden | SUI  | 25:47,8 min |
| 06    | Anna Comarella      | ITA  | 25:53,7 min |
| 07    | Stefanie Arnold     | SUI  | 26:05,3 min |
| 08    | Lisa Achleitner     | AUT  | 26:15,9 min |
| 09    | Barbara Walchhofer  | AUT  | 26:57,5 min |
| 10    | Nina Zavbi Kunaver  | SLO  | 27:14,5 min |

Von 27 gemeldeten Läuferinnen kamen 23 in die Wertung.
- Nicht gestartet (2):

Klara Lekse (SLO), Marija Kolaroska (MKD)
- Nicht im Ziel (2):

Petya Stoycheva (BUL), Nicoleta Luciana Sovarschi (ROU)

## Ergebnisse Männer

### Sprint
| Platz | Sportler            | Land |
| ----- | ------------------- | ---- |
| 01    | Mikael Abram        | ITA  |
| 02    | Markus Mrkonjic     | AUT  |
| 03    | Petr Pilz           | CZE  |
| 04    | Gian Flurin Pfäffli | SUI  |
| 05    | Jan-Nino Menn       | SUI  |
| 06    | Stepan Terentjev    | LTU  |
| 07    | Tobias Riedlsperger | AUT  |
| 08    | Tobias Ofer         | AUT  |
| 09    | Michael Föttinger   | AUT  |
| 10    | Tobias Moosmann     | AUT  |

### Einzel (7,5 km)
| Platz | Sportler            | Land | Zeit    |
| ----- | ------------------- | ---- | ------- |
| 01    | Michal Novák        | CZE  | 19:03,7 |
| 02    | Dajan Danuser       | SUI  | 19:09,1 |
| 03    | Beda Klee           | SUI  | 19:09,9 |
| 04    | Marino Capelli      | SUI  | 19:22,3 |
| 05    | Ján Koristek        | SVK  | 19:24,9 |
| 06    | Gian Flurin Pfäffli | SUI  | 19:55,3 |
| 07    | Benjamin Moser      | AUT  | 19:57,9 |
| 08    | Jan-nino Menn       | SUI  | 19:59,0 |
| 09    | Stepan Terentjev    | LTU  | 20:16,6 |
| 10    | Janez Lampič        | SLO  | 20:16,6 |

Von 60 gemeldeten Läufer kamen 54 in die Wertung.
- Nicht gestartet (4):

Magnus Oberhauser (AUT), Michael Föttinger (AUT), Klemen Razinger (SLO), Matti Waldner (AUT)
- Nicht im Ziel (1):

Yordan Chuchuganov (BUL)
- Disqualifiziert (1)

Petr Pilz (CZE)

### Massenstart (10 km)
| Platz | Sportler            | Land | Zeit    |
| ----- | ------------------- | ---- | ------- |
| 01    | Beda Klee           | SUI  | 27:17,8 |
| 02    | Michal Novák        | CZE  | 27:53,2 |
| 03    | Marino Capelli      | SUI  | 27:57,2 |
| 04    | Mikael Abram        | ITA  | 28:11,9 |
| 05    | Ján Koristek        | SVK  | 28:18,1 |
| 06    | Stepan Terentjev    | LTU  | 28:20,2 |
| 07    | Marek Cernohorsky   | CZE  | 28:38,0 |
| 08    | Karel Machac        | CZE  | 28:48,2 |
| 09    | Dajan Danuser       | SUI  | 28:55,9 |
| 10    | Gian Flurin Pfäffli | SUI  | 29:00,9 |

Von 44 gemeldeten Läufer kamen 38 in die Wertung.
- Nicht gestartet (2):

Stavrus Jada (MKD), Milancho Krsteski (MKD)
- Nicht im Ziel (4):

Yordan Chuchuganov (BUL), Nikolaj Wjatschew (BUL), Tobias Moosmann (AUT), Tobias Ofer (AUT)